# Jethi Bahurani
Der Jethi Bahurani (andere Schreibweise: Jethibahurani) ist ein 6850 m hoher vergletscherter Berg im Himalaya im Nordwesten von Nepal.
Der Jethi Bahurani befindet sich im westlichen Teil des Gebirgsmassivs Gurans Himal an der Distriktgrenze von Darchula im Westen und Bajhang im Osten. Der Jethi Bahurani liegt 17,42 km südöstlich des Api, dem höchsten Berg des Gurans Himal.
Die Erstbesteigung des Jethi Bahurani gelang einer japanischen Expedition der Shinshū-Universität im Jahr 1978. Am 27. April erklommen Kazuo Mitsui, Hideaki Yoshida und Nobuo Morota den Gipfel. Die Aufstiegsroute führte über den Ostgrat.